# Чалько-де-Диас-Коваррубьяс
Чалько (исп. Chalco), официальное наименование Чалько-де-Диас-Коваррубьяс (исп. Chalco de Díaz Covarrubias) — город и административный центр одноимённого муниципалитета в мексиканском штате Мехико. Численность населения, по данным переписи 2010 года, составила 168 720 человек.

## Название
Название Chalco происходит из языка науатль и его можно перевести как место на побережье озера.

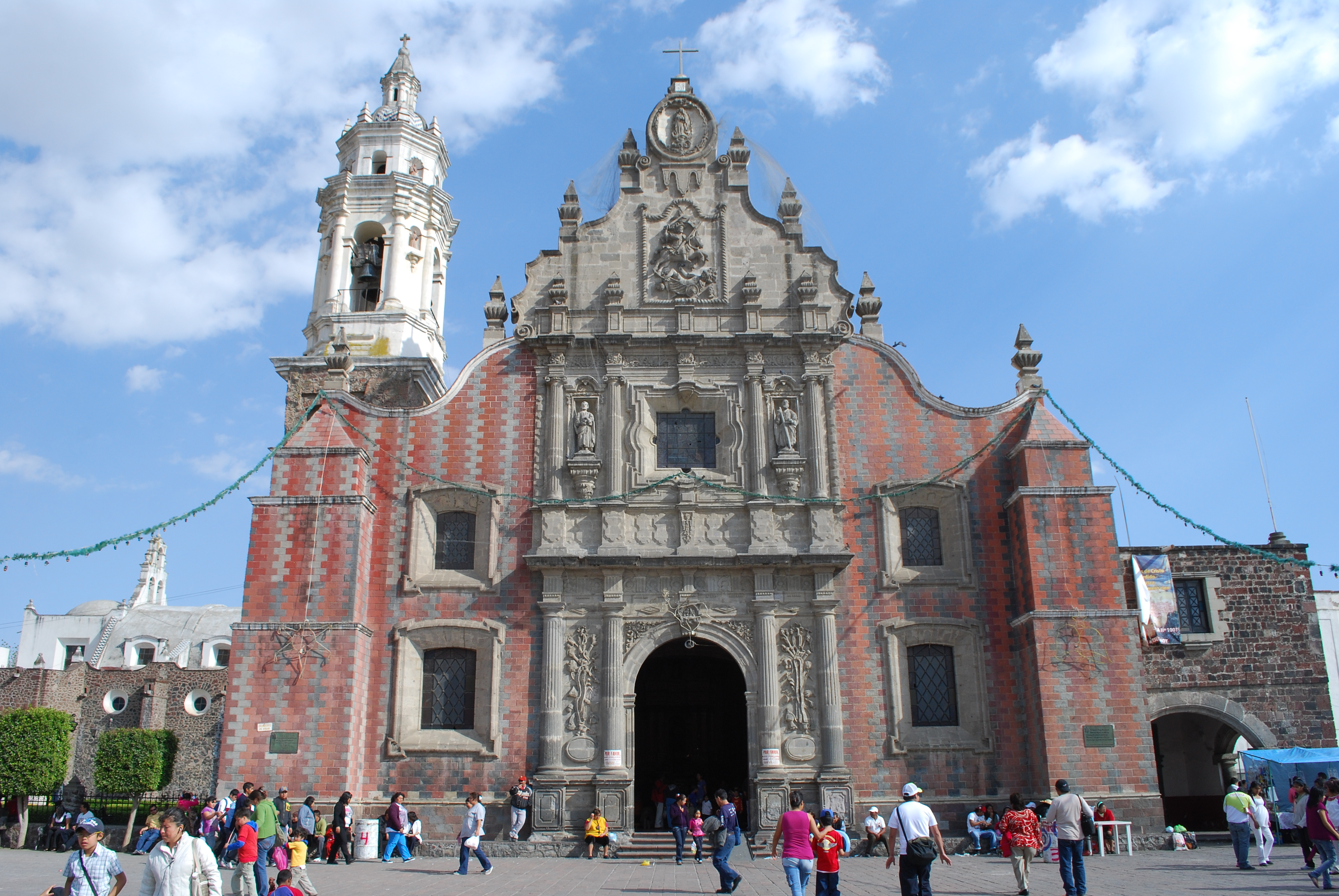
Городская церковь

## Исторические факты
В 1865 году Плотинос Родоканакис создал в городе «Школу света и социализма».